# مرسان
مرسان (انگلیسی: Morsan) یک کمون در بخش اور در نورماندی در شمال فرانسه است. ساکنان آن مورسانایس نامیده می‌شوند.